# Karel August Textor
Karel August Textor (Den Haag, 25 augustus 1870 – aldaar, 4 augustus 1934) was een Nederlands pianist en pianopedagoog.

## Leven
Hij was zoon van Johan Christoffel Textor en Ida Boethke. Zelf trouwde hij met de Zeeuwse Catharine Cornelia Fercken. Hij werd naast zijn in 1929 overleden vrouw begraven op Oud Eik en Duinen. 
Zijn eerste muziekonderricht kreeg hij van zijn moeder, die hem ook in zijn jonge jarewn naar het podium begeleidde. Ze gaf wel concerten, waarbij hij dan ook iets mocht spelen. Vader, organist van huis, zag meer in een regulier opleiding aan de HBS. Toen Karel daarvoor zijn diploma haalde, mocht hij gaan studeren in Berlijn. Aan de Neue Akademie der Tonkunst kreeg hij les van leraren Franz Kullak (piano), Heinrich Urban (compositieleer) en Albert Becker (contrapunt). Eenmaal terug begon hij met lesgaven aan de privéonderwijsinstelling van zijn ouders. Hij ging voornamelijk verder in de kamermuziek en met name in een pianotrio, samen met Henri Hack op viool en Charles van Isterdael op cello (Haagsche Triovereeniging), dat Nederland, België en Luxemburg aandeed. Ook speelde hij in een strijkkwartet. Na vijf jaar kwam de nadruk weer te liggen om lesgeven. Zo was hij vanaf 1905 bijna dertig jaar pianodocent aan het Haags Conservatorium. Al eerder (1903) was hij lid van de examencommissie van de Nederlandse Toonkunstenaars Vereniging, waarbij hij ook tweede secretaris was. Zijn arm reikte via de NTV tot in Nederlands-Indië; de muziekopleiding aldaar werd aan de hand van zijn adviezen opgesteld.
Hij componeerde enkele liederen en werken voor kamermuziek. Enigszins bekend werden zijn Suite voor trio en een Vioolsonate. Het Nederlands Muziek Instituut bezit een groot aantal autografen van Textor.  

## Methodiek
In het voorjaar 1929 publiceerde hij Methodiek van het pianospel (een handboek bij de studie van het piano-onderwijs, ten dienste der muziekexamens) via uitgeverij "Seyffardt’s Boek- en Muziekhandel" in Amsterdam, die in 1927 bij Textor om een nieuwe methodiek had gevraagd. Zijn in dat boek omschreven pianomethodiek was gestoeld op de door hem gebruikte en geïnventariseerde methodes tot en van zijn tijd. Hij bundelde die in boekvorm, tezamen met eigen ervaringen uit zijn eigen lespraktijken. Volgens het Geïllustreerd muzieklexicon een standaardwerk. Datzelfde lexicon was hem trouwens bij de eerste druk uit 1939 al uit het oog verloren; zijn overlijden werd pas kenbaar gemaakt in de aanvullingen. De Algemene muziek encyclopedie uit de jaren tachtig meldt over het boekwerk “gezaghebbend”, "meerdere drukken gekregen" en “nog in gebruik”.